# Pëtr Semënovič Baluev
Pëtr Semënovič Baluev (in russo Пётр Семёнович Балуев?; Vladikavkaz, 21 giugno 1857 – Mosca, 2 marzo 1923) è stato un generale russo.

## Biografia
Pëtr Baluev frequentò la Scuola militare di Pavlovsk presso cui si laureò nel 1876. Appena divenuto ufficiale dell'esercito imperiale russo, ebbe il suo primo comando nella guerra russo-turca (1877-1878), che vide l'impero russo vittorioso sull'impero ottomano. Baluev fece carriera nell'esercito: nel 1892 divenne colonnello, nel 1904 maggiore generale, il 9 luglio 1910 tenente generale e il 18 settembre divenne generale di fanteria.
Baluev combatté nella prima guerra mondiale e dopo la rivoluzione di febbraio, il capo del governo provvisorio Kerenskij lo nominò comandante del fronte sud-ovest dal 24 luglio 1917 al 31 luglio 1917. Con la rivoluzione d'ottobre, i bolscevichi guidati da Lenin presero in mano le redini dello stato, portando la Russia alla pace di Brest-Litovsk firmato il 3 marzo 1918.
Baluev fu fedele al nuovo governo e divenne ispettore ed istruttore dell'Armata rossa. Baluev si ritirò dalla vita militare nel 1920 e morì a Mosca a sessantacinque anni il 2 marzo 1923.